# Knickhalslaute

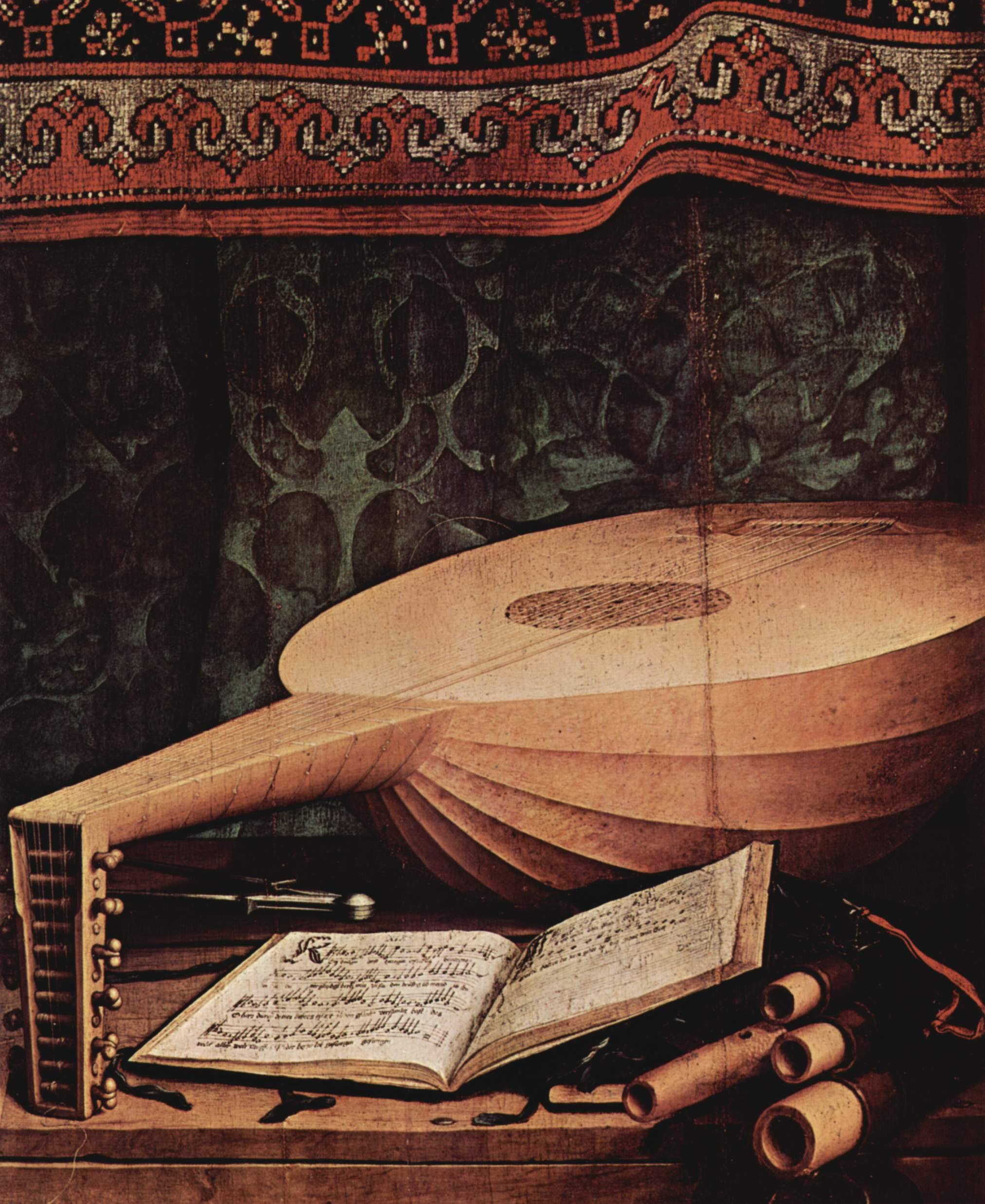
Europäische Laute auf einem Gemälde von Hans Holbein dem Jüngeren von 1533

Knickhalslauten sind Lauteninstrumente mit einem am Korpus angesetzten kurzen Hals und einem nach hinten abgewinkelten Wirbelkasten. Im engeren Sinn wird die etwa ab dem 10. Jahrhundert nach Europa gekommene Laute so bezeichnet.
Knickhalslauten sind eine Sonderform der Kurzhalslauten, die wiederum im Gegensatz zu den Langhalslauten mit einem geraden langen Hals stehen. Nach der Hornbostel-Sachs-Systematik gehören alle zu den Halslauten. Eine Unterteilung nach der Länge des Halses wird dort nicht vorgenommen. Nach der rundbauchigen Form ihres Korpus gehören Knickhalslauten zu den Schalenhalslauten.

## Einige Knickhalslauten
- Barbat, persische Laute und Vorläufer des arabischen oud
- Biwa, Laute der klassischen japanischen Musik mit vier oder fünf Saiten, die mit einem großen hölzernen Plektrum gespielt wird
- Koboz, birnenförmige ungarische Laute, die in Rumänien und der Republik Moldau cobză heißt. Verwandt mit der Kobsa in der Ukraine. Namensgeber ist die zentralasiatische Langhalslaute komuz
- Gambus Hadramaut, Knickhalslaute in der islamischen Musik Indonesiens und Malaysias
- Oud, arabische Laute, Vorläufer der europäischen Laute, in der griechischen Volksmusik als outi bekannt
- Pipa, birnenförmige chinesische Laute